# ディア・シスター
『ディア・シスター』（英題：Dear,Sister）は、2014年10月16日から12月18日まで、フジテレビ系「木曜劇場」枠で放送されたテレビドラマ。主演は石原さとみと松下奈緒。

## あらすじ
ある日 葉月が一人暮らしをしている自宅マンションに帰宅すると玄関に自分のものではない靴が脱ぎ捨てられていた。母が来ているのかとも考えたが、部屋へ入ると異様に散らかっている状態になっている事に気がつく。奥の寝室で人の気配を感じ扉を開けると なんと6年間音信不通であった妹の美咲が知らない男性とベッドを共にしていた。その後美咲は勝手に葉月の部屋に居候することを決める。
これまで自分のしようとしていた事を何度も美咲に邪魔されてきた葉月は何としても追い出そうとするが、失敗に終わる。それどころか、自分の婚約者と美咲が自宅ベッドで寝ているのを発見したり、葉月が勤務する区役所に葉月に関する内容が書かれた怪文書がFAXで送られてきたりと再び美咲の手によって散々な目にあうようになる。
一方、美咲は妊娠している事を隠しながら生活し、姉や自身に関することなど計10項目を「死ぬまでにやりたいこと」として手帳に書き込み、それを実行していく。
葉月は毎日のように美咲と喧嘩を繰り広げるが、のちにこれまで美咲が葉月にやってきた事が全て葉月を思ってやっていた事だと判明。葉月自身の恋愛、結婚、妹の妊娠、出産、病気、結婚などが次々と発覚・勃発していくうちに姉妹の仲は段々と深まっていく。

## キャスト

### 主要人物
深沢美咲（ふかざわ みさき） → 櫻庭美咲（さくらば みさき）〈27〉
演 - 石原さとみ（少女期：本間愛咲)
葉月の妹。男性関係にだらしがなく、部屋も乱雑に散らかり放題で、片づけるのが苦手。姉より胸が大きい。
姉の人生の節目をことごとく潰して来たが、今回もある目的を達成するために何年も会っていなかった姉の家に転がり込む。
高校時代、プラトニックな関係にあった宗一郎と数年後に再会。一回だけ男女の関係を持ち妊娠した。
妊娠後はお腹にいる子供のことを考え、キャバクラで働いているにもかかわらずお酒を控えている。
親友の永人には子供の父は宗一郎であること、また全身性エリテマトーデスという病気にかかっていることを告白する。
病気の症状で意識を失ったことをきっかけに、これまで隠してきた病気のことを自身が告白する前に葉月・七重に知られてしまう。
後に永人と結婚する。妊娠中容態が急変し、帝王切開で子供を出産。そして子供に花と名付ける。
深沢葉月（ふかざわ はづき） → 萩原葉月（はぎわら はづき）〈29〉
演 - 松下奈緒（少女期：尾澤ルナ）
美咲の姉。区役所区民生活部の住民サービス部職員 → ウエディングドレス工房Ryoの見習いデザイナー。妹より胸が小さく、貧乳。
物事を計画的に進めることに優れており、几帳面な性格。
子供時代から今まで妹が起こす騒動に巻き込まれてきたが、今回もトラブルメーカーな妹が現れたことで平穏な暮らしが一変する。
幼少期に父を亡くしているが、それは父が葉月に頼まれた買い物に行く道中で事故に遭ったためである。だが、母の七重は事実を葉月には話さず、これまで隠してきた。
美咲の妊娠を宗一郎から聞かされショックを受けるが、純粋に妹に子供が出来ることを喜ぶ。
妹の病気を知り、絶対に美咲を死なせないと誓い、そして陽平と結婚することを家族に発表する。

### 深沢家
深沢七重（ふかざわ ななえ）〈55〉
演 - 片平なぎさ
葉月・美咲の母。
櫻庭花（さくらば はな）
演 - 大友望愛
美咲の娘。宗一郎との子供。継父は叔父でもある永人。

### 深沢家の関係者
櫻庭永人（さくらば えいと）〈27〉
演 - 岩田剛典
美咲の親友。名前が英語の8と同じ音のエイトなので、美咲からはハチと呼ばれている。美咲にはゲイだと思われていたが、実は美咲と良好な友情を築くために嘘をついていただけだった。
知り合った時からずっと好きだった美咲にプロポーズし、のちに結婚。
櫻庭宗一郎（さくらば そういちろう）〈42〉
演 - 田辺誠一
秀光ゼミナールの講師。葉月の高校時代の元担任教師。永人の兄。美咲の子供（花）の父。
当時、美咲との外泊騒ぎを起こしたのが学校側やPTAなどの保護者にばれて、勤めていた高校を辞職しなければならなくなった。
その後、静岡で塾講師として働いていたが、人事異動により東京へ戻って来る。
何度も連絡してくる美咲を彼女のために無視し続け、美咲が高校を卒業する日ようやくメールを返したが返信がなく、そのまま音信不通になっていた。
久しぶりに会った美咲と一回だけ男女の関係を持つが、その一回が原因で美咲を妊娠させてしまった。
現在も美咲に好意を持っており、本気で付き合いたいと思っている。
佐藤和子（さとう かずこ）〈30〉
演 - 森カンナ
葉月の親友。

### 区役所
吉村達也（よしむら たつや）〈30〉
演 - 平岡祐太
葉月の元婚約者。健康保険課職員。美咲の影響で葉月との関係が破たんする。
平安尚子（ひらやす なおこ）〈32〉
演 - MEGUMI
葉月の同僚。口を開く度に気に障ることを葉月に言い、彼女を困らせて楽しんでいる。その中には有益な情報もある。

### APPLESEED
萩原陽平（はぎわら ようへい）〈36〉
演 - 平山浩行
店長。香織の弟。ランチで訪れる常連客の葉月がお気に入りで、彼女を大切に想う気持ちが届き、最終的には結婚する。
上杉香織（うえすぎ かおり）〈40〉
演 - 堀内敬子
陽平の姉。既婚者で、3人の息子を育てながら仕事をしている。
統太
演 - 武藤賢人
従業員。
峻介
演 - 御厨響一
従業員。
上杉直尚
演 - 山中聡
香織の夫。
上杉景虎
演 - 井上稀翔
上杉家の長男。直尚・香織の息子。
上杉政虎
演 - 大西利空
上杉家の次男。
上杉輝虎
演 - 大山蓮斗
上杉家の三男。
上杉謙信
演 - 太田流星
上杉家の四男。花と同い年。

### その他
真智子
演 - 逢沢りな
キャバクラ嬢。
仁美
演 - 佐藤綾衣
優子
演 - 谷川りさこ
OL兼キャバクラ嬢。

### ゲスト
キャスト名横の表記は出演回。

#### 第1話
梨央
演 - 沢井美優
健人
演 - 株元英彰
上記2名は新婚カップル。

#### 第2話
渋川真司
演 - 渡辺裕之（第3話 - 第4・9話 - 第10話）
七重の婚約者。
清水龍太郎
演 - 前川泰之（第3話 - 第4話）
キャバクラ客。横浜中央大学病院の内科医。
弘
演 - 横塚真之介（第3話 - 第5・8話）
キャバクラの黒服。
西園寺
演 - 菊池均也（第4・9話）
キャバクラ客。西園寺建設の社長。

#### 第3話
光
演 - 風間由次郎
祐太
演 - 平埜生成
上記2名とも永人の友人。

#### 第5話
高橋
演 - 長野里美（第9話 - 第10話）
産婦人科医。美咲の主治医。

#### 第6話
恭子
演 - 楊原京子（第7話 - 第8話）
アパレルショップオーナー。美咲の雇い主。
白石
演 - 小野塚勇人
永人の大学時代の友人。

#### 第7話
広瀬
演 - 田中幸太朗（第9話 - 第10話）
和子のお見合い相手。
土田
演 - 内田滋
和子の仕事仲間。広瀬の友人。
芳樹
演 - 田野倉雄太
弁護士。永人の大学時代の友人。

#### 第8話
柴田亮
演 - 鈴木一真（第9話）
ウエディングドレスデザイナー。葉月の雇い主。
麻生貴子
演 - 音月桂（第9話 - 第10話）
宗一郎の元妻。
岩本
演 - 山崎大輔（第9話）
膠原病内科医。美咲の主治医。
麗華
演 - 篠原ゆき子
ウエディングドレス工房の職人。

#### 第9話
桑名
演 - NAOTO（友情出演）（第10話）
永人の先輩。プロスケートボーダー。

#### 第10話
櫻庭永一郎
演 - 清水綋治
宗一郎と永人の父。
櫻庭聡子
演 - 丸山瑠真
宗一郎と永人の継母。

## スタッフ
- 脚本 - 中谷まゆみ
- 音楽 - Jhameel、白石めぐみ、橘麻美、大間々昂
- 演出 - 田中亮、平野眞、関野宗紀
- 主題歌 - シェネル「Happiness」（ユニバーサルミュージック / Delicious Deli Records）[18]
- 挿入歌 - moumoon「BF」（avex trax）[19]
- 監督補 - 関野宗紀
- 演出補 - 岩城隆一
- 音楽プロデュース - 志田博英
- タイトルバック・VFX - 小林一博
- 手書きタイトル - 三原由貴
- フードコーディネーター - 住川啓子
- 医療指導 - 前田一郎、山本昌督
- スケートボード監修 - 立本和樹、松尾裕幸、岩倉翔、西翔、内藤寛人
- プロデュース - 中野利幸
- プロデュース補 - 西田久美子、荻田真弓
- 制作著作 - フジテレビドラマ制作センター

## 放送日程
| 各話                                                       | 放送日   | サブタイトル                                           | 演出     | 視聴率 |
| ---------------------------------------------------------- | -------- | ------------------------------------------------------ | -------- | ------ |
| 第1話                                                      | 10月16日 | 世界一愛される妹と世界一不器用な姉…!! 幸せを掴むのは!? | 田中亮   | 11.8%  |
| 第2話                                                      | 10月23日 | 絶対言えないキス                                       | 田中亮   | 11.4%  |
| 第3話                                                      | 10月30日 | 初めての朝帰り!?                                       | 田中亮   | 12.0%  |
| 第4話                                                      | 11月06日 | お前は俺が守る!                                        | 平野眞   | 11.5%  |
| 第5話                                                      | 11月13日 | 暴かれたヒミツ!?                                       | 平野眞   | 10.6%  |
| 第6話                                                      | 11月20日 | 心も体もハダカに                                       | 関野宗紀 | 10.0%  |
| 第7話                                                      | 11月27日 | 命がけの愛情                                           | 田中亮   | 12.0%  |
| 第8話                                                      | 12月04日 | 秘密のラブレター                                       | 関野宗紀 | 10.8%  |
| 第9話                                                      | 12月11日 | 最後の約束                                             | 平野眞   | 11.7%  |
| 最終話                                                     | 12月18日 | 星に願いを                                             | 田中亮   | 10.9%  |
| 平均視聴率 11.3%（視聴率は関東地区、ビデオリサーチ社調べ） |          |                                                        |          |        |